# Llorenç Lafuente i Vanrell
Llorenç Lafuente i Vanrell (Maó, 1881 - 1936) fou un escriptor, publicista i militar menorquí.

## Carrera militar
Lafuente va néixer l'1 d'abril de 1881 a Maó, on va estudiar fins al Batxillerat, decantant seguidament els seus interessos acadèmics cap a la carrera militar. Va ingressar a la Companyia Regional de Sapadors de Balears i, més tard, passà a l'Acadèmia d'Infanteria de Toledo. Malgrat que el seu interès era romandre amb destinació a Menorca, les vicissituds d'aquells temps el dugueren a diversos llocs de la Península i al nord d'Àfrica. Finalment es retirà amb el grau de comandant d'infanteria, havent rebut la Creu de Cavaller d'Alfons XII i la de Sant Hermenegild.

## Vocació literària
Paral·lelament, des de ben jove, Lafuente va demostrar una gran vocació literària. Va col·laborar en diverses publicacions periòdiques, com ara la Revista de Menorca i el Full Menorquí del diari El Bien Público. Els seus escrits versaven, sobretot, de les seves recerques en la història, el folklore i la literatura de Menorca. També va escriure diverses poesies en català i castellà i dues novel·les en aquest idioma. L'amor per l'illa quedà reflectit a la seva obra Geografía e Historia de Menorca (1907) i en el seu llibre recull, Menorca: Costumbres y Paisajes (1933). També fou un difusor de l'obra poètica d'Antoni Febrer i Cardona.
Com a curiositat, a ell devem, en un article del 1914, la constatació de la versió tradicional de l'origen illenc de la salsa maionesa.

## Activisme cultural
Entusiasta de l'activitat cultural, fou un dels fundadors i secretari de l'Ateneu de Maó, promotor de l'Extensió Universitària a la ciutat, impulsor del monument al cim del Toro i iniciador de l'escoltisme a l'illa.

## Activitat política
El 1931 va col·laborar a la creació de la Unió de Dretes a Menorca. Això va ésser suficient perquè el 1936 fos víctima de la violència desfermada, detingut com a afecte als militars colpistes i empresonat al vaixell presó Atlante. El 18 de novembre se l'endugueren a l'indret de cala Figuera de Maó, on fou afusellat amb 72 companys més, entre seglars i religiosos.
L'Ajuntament de Maó el nomenà Menorquí Il·lustre el 5 de desembre de 1974.